# Café A Brasileira (Lisboa)
A Brasileira do Chiado, fundada a 19 de Novembro de 1905 na Rua Garrett n.os 120-122, no Chiado, é um dos três cafés mais antigos de Lisboa, que atravessaram todo o séc. XX e se mantêm abertos.
O Edifício na Rua Garrett, n.º 102 a 122, onde a Brasileira do Chiado se insere, e que aloja também a Loja David & David, a Pastelaria Bénard, a Livraria Sá da Costa e o Hotel Borges, encontra-se classificado como Imóvel de Interesse Público desde 1997.

## História do café
À semelhança dos propósitos originais do seu fundador, e fazendo justiça ao mote original, A Brasileira do Chiado continua a importar café, com especial predominância do Brasil, onde são produzidos alguns dos grãos mais premiados do mundo, pela excelência de todo o processo de produção — do cultivo à torra. 

## A origem da «Bica»
O termo tem origem n’”A Brasileira” do Chiado, em Lisboa, onde o café era tirado directamente das torneiras (ou bicas, tal como a bica dum fontanário) das máquinas onde era feito. Adriano Telles oferecia um café, muitas vezes por ele tirado, e servia-o para o cliente provar o café a grosso que comprava para levar para casa. Os clientes aperceberam-se de que o café servido directamente da bica da máquina era mais saboroso e consideravam que com a passagem intermédia para a cafeteira o café perdia sabor, além de que ia arrefecendo. Assim, em Lisboa, o termo foi adoptado como sinónimo de um café, até hoje.
Já n’”A Brasileira” do Porto, adoptou-se o termo “Cimbalino”, porque a bica jorrava duma máquina La Cimbali.

## Adriano Telles, o fundador

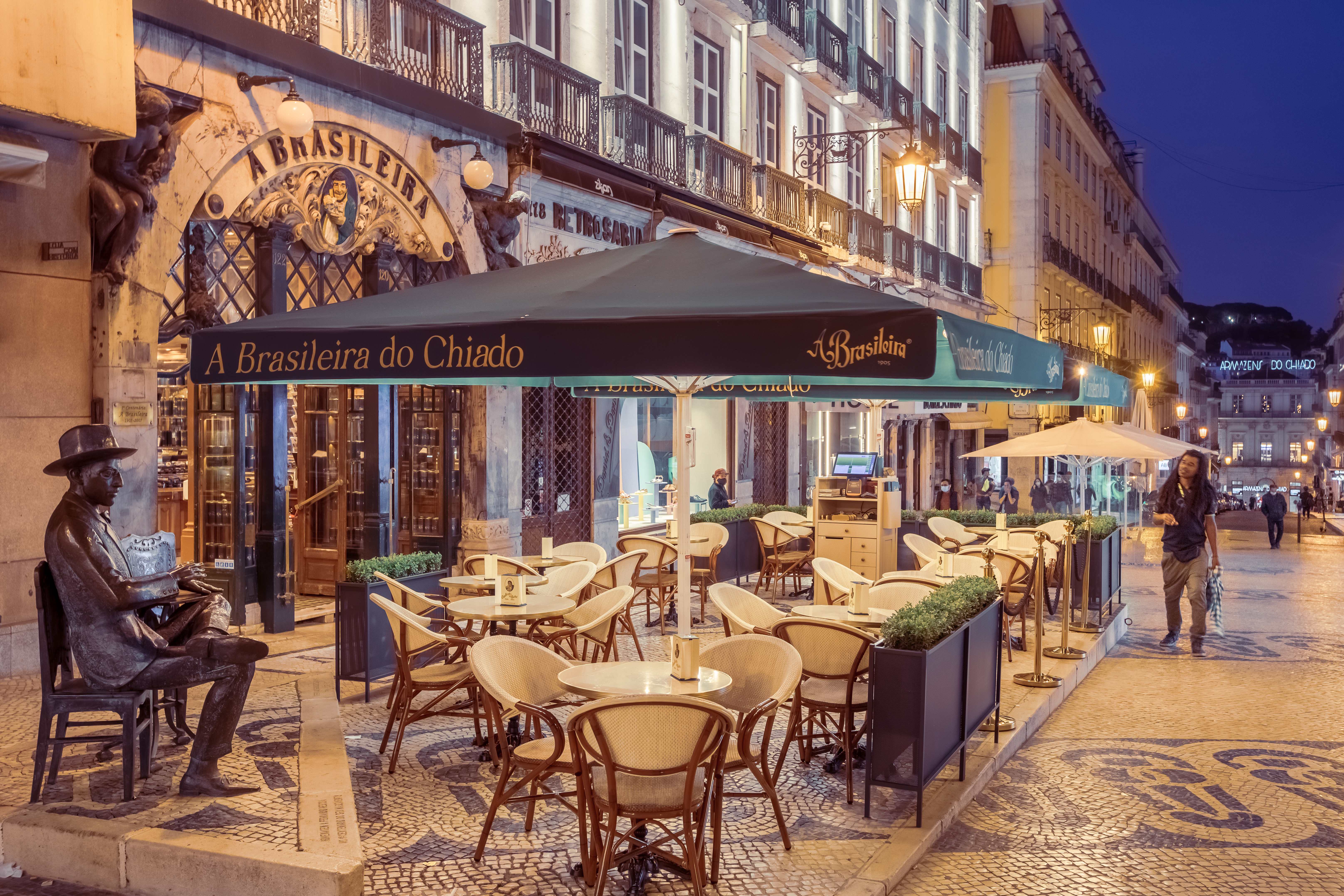
Esplanada d'A Brasileira do Chiado

Adriano Teles nasceu em Alvarenga, Arouca onde curiosamente Fernando Pessoa, frequentador assíduo do café, também tinha raízes familiares do lado paterno. Ainda jovem, Adriano Teles emigrou para o Brasil, onde fundou um estabelecimento comercial — "Ao Preço Fixo" — que incluía uma casa de câmbios. Dedicou-se à produção agrícola, em particular de café, com a qual enriqueceu nos finais do século XIX.
Regressado a Portugal no início do século XX devido aos problemas de saúde da sua mulher, criou uma rede de pontos de venda do café que produzia e importava do Brasil: as famosas "Brasileiras".
Mas Adriano Telles foi também um homem de cultura, com interesse pela música e pela pintura. Fundou a Banda de Alvarenga, financiando a compra dos seus primeiros instrumentos, e fez da Brasileira do Chiado, o primeiro museu de arte moderna em Lisboa. No Brasil, ainda no século XIX, passou pela imprensa e pela política, tendo sido Vereador da Câmara da cidade onde casou e se estabeleceu. Em 1908, faz uma remodelação, criando, então, a cafetaria.

## Fernando Pessoa (1888-1935)

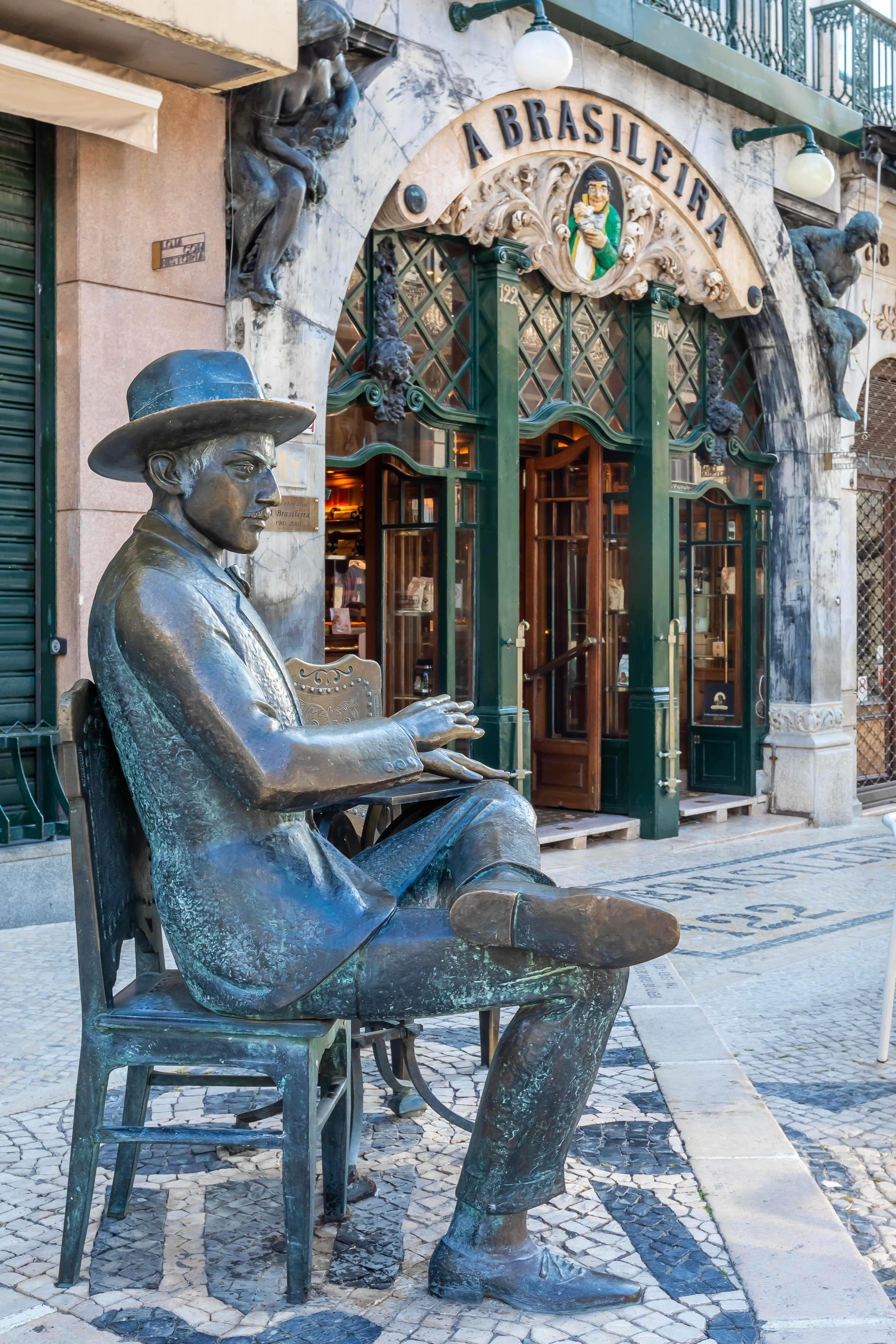

Nascido a 13 de junho de 1888 em Lisboa, Fernando Pessoa destacou-se como o mais universal dos poetas portugueses.  
A sua infância foi passada na África do Sul numa escola católica, onde recebeu uma educação britânica que lhe proporcionou um profundo contacto com a língua inglesa e que lhe abriu a porta para alguns trabalhos de tradução de obras literárias como Shakespeare ou Edgar Allan Poe.   
Depois de uma juventude vivida em Durban, Fernando Pessoa regressa definitivamente a Lisboa com 17 anos, isolando-se da família, e começa a contactar com artistas e escritores portugueses em encontros e tertúlias regulares nos cafés mais emblemáticos da cidade, como a Brasileira do Chiado, que viria a homenageá-lo por ocasião do centenário do seu nascimento, numa estátua da autoria do mestre Lagoa Henriques.  
Em 1915 participou, com Almada Negreiros, Santa-Rita Pintor e Mário de Sá Carneiro na revista literária Orpheu, que nasceu justamente nas mesas d’A Brasileira e que lançou o movimento modernista em Portugal, causando algum escândalo e muita controvérsia numa época em que reinava o conservadorismo.  
Ao longo da vida foi também filósofo, dramaturgo, ensaísta, tradutor, publicitário, astrólogo, inventor, empresário, correspondente comercial, crítico literário e comentador político — embora nenhuma com o prazer imenso que a poesia lhe oferecia. Foi sempre um frequentador assíduo d’A Brasileira nos seus muitos heterónimos: Ricardo Reis, Álvaro de Campos e Alberto Caeiro.  

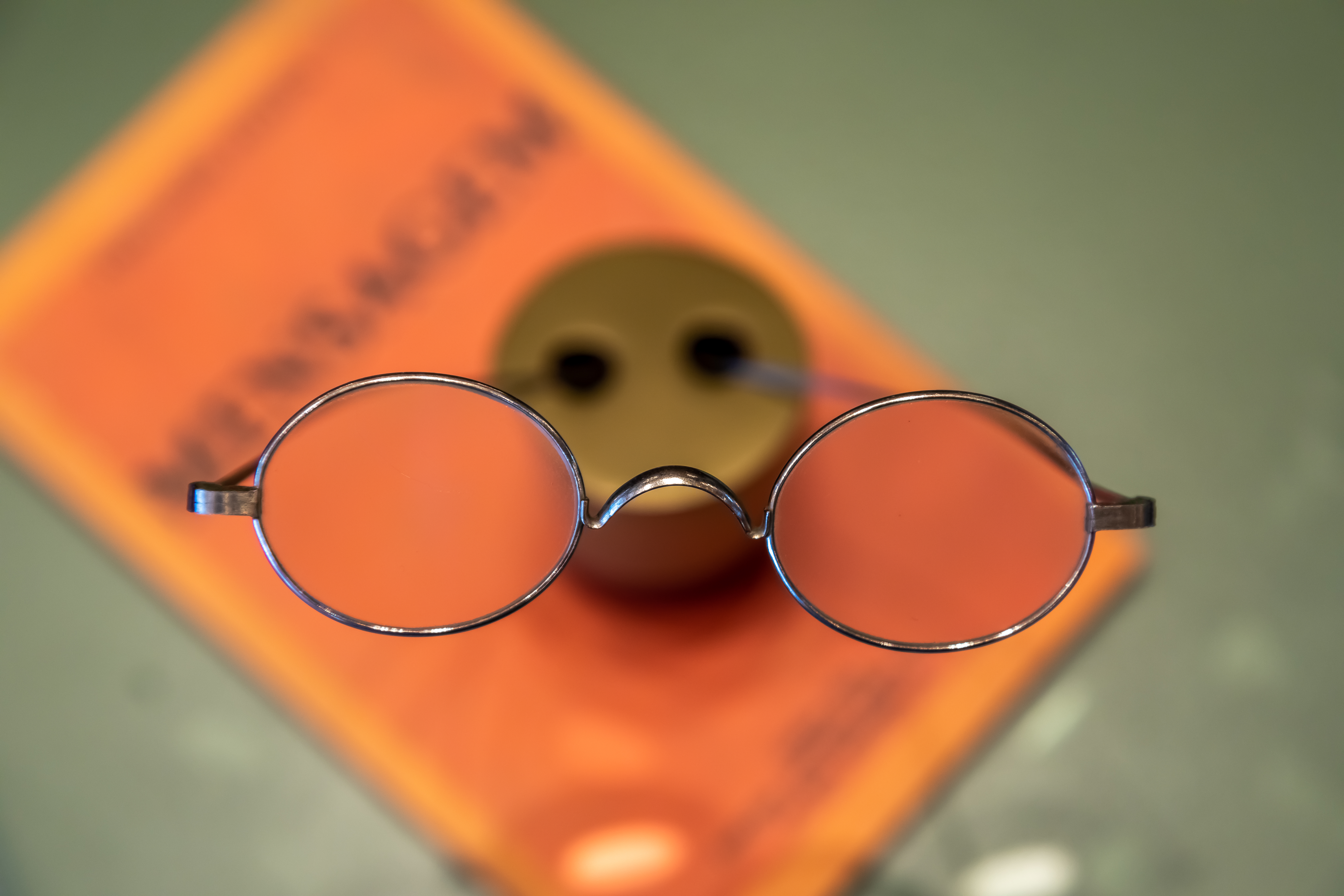
Óculos de uso pessoal de Fernando Pessoa em exposição n'A Brasileira do Chiado (cedidos pelo Museu do Pão)

Em vida, publicou apenas quatro das suas obras: em inglês, sendo a Mensagem a única em português, mas também a mais impressionante de todas. Morreu com 47 anos, tendo deixado um legado de incalculável valor literário e cultural da língua portuguesa. Robert Hass, poeta americano, dizia: "Outros modernistas inventaram máscaras pelas quais falavam ocasionalmente… Pessoa inventava poetas inteiros."  

## A Brasileira e a Arte

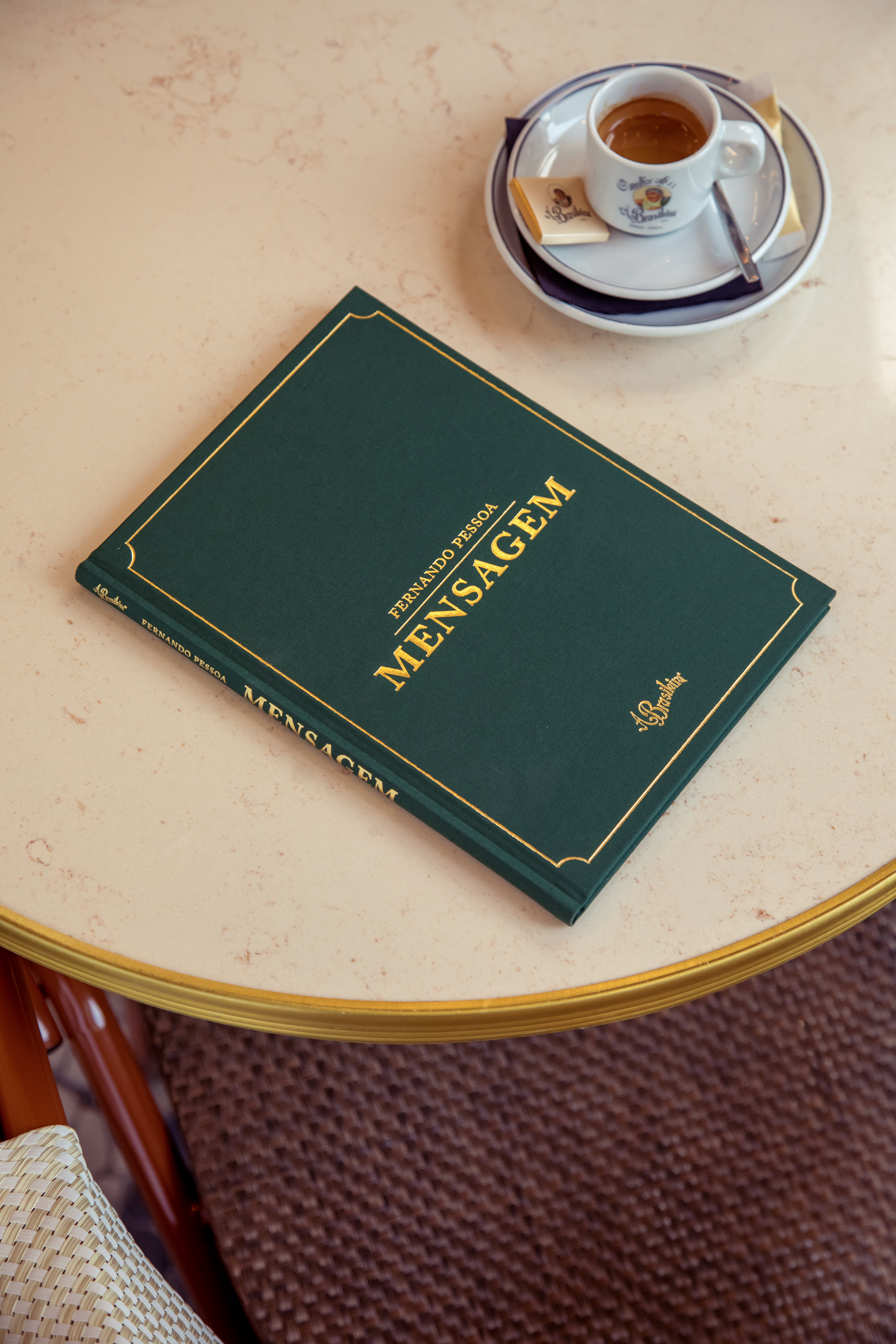

Com as liberdades de reunião e associação após a Implantação da República Portuguesa, em 5 de Outubro de 1910, e a instalação do Directório Republicano no Largo de São Carlos, entretanto rebatizado Largo do Directório, A Brasileira tornou-se um dos cafés mais concorridos de Lisboa devido à sua proximidade.
A partir dessa época, A Brasileira foi o cenário de inúmeras tertúlias intelectuais, artísticas e literárias. Por lá, passaram os escritores e artistas, reunidos em torno da figura do poeta-general Henrique Rosa, que viriam a fundar a Revista Orpheu.
Em 1925, A Brasileira passa a expor onze telas de sete pintores portugueses da nova geração, que então frequentavam o café, selecionados por José Pacheko: Almada Negreiros, António Soares, Eduardo Viana, Jorge Barradas (com dois quadros cada), Bernardo Marques, Stuart Carvalhais e o próprio José Pacheko.
Este "museu" foi renovado em 1971, com onze novas telas de pintores da época: António Palolo, Carlos Calvet, Eduardo Nery, Fernando Azevedo, João Hogan, João Vieira, Joaquim Rodrigo, Manuel Baptista, Nikias Skapinakis, Noronha da Costa, e Vespeira.

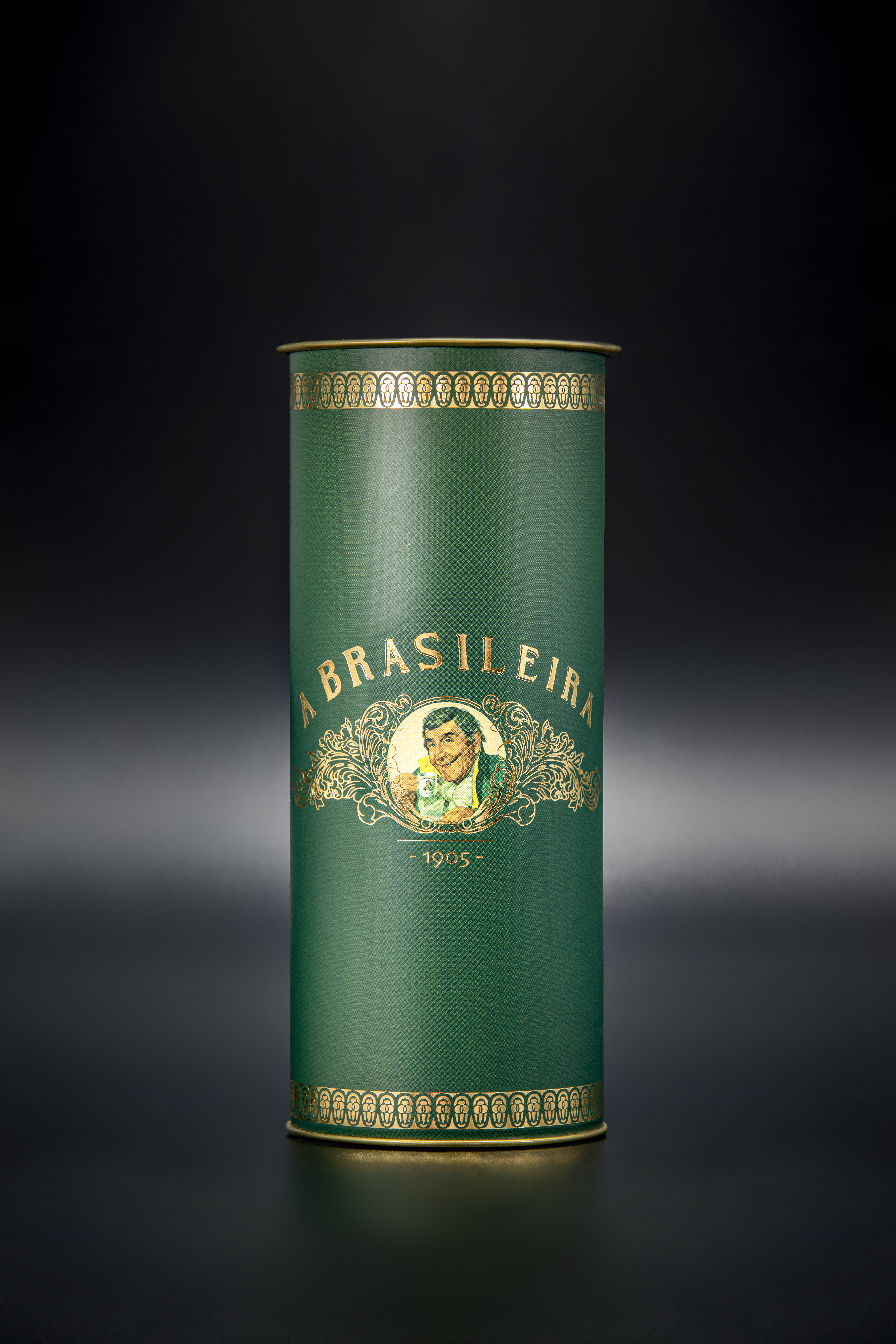
Café A Brasileira

À semelhança dos propósitos originais do seu fundador, e fazendo justiça ao mote original, A Brasileira do Chiado continua a importar café, com especial predominância do Brasil, onde são produzidos alguns dos grãos mais premiados do mundo, pela excelência de todo o processo de produção — do cultivo à torra.